# División de Honor de balonmano 1979-80
La División de Honor de balonmano 1979-80 fue la 22.ª edición de la máxima competición de balonmano de España. Se desarrolló en una fase, que constaba de una liga de doce equipos enfrentados todos contra todos a doble vuelta. El ganador disputaba la Copa de Europa, los dos últimos descendían a Primera División y el noveno y décimo promocionaban.

## Clasificación
| N. | Equipo                     | PJ | PG | PE | PP | PTS |
| 1  | F.C. Barcelona             | 22 | 20 | 1  | 1  | 41  |
| 2  | Calpisa                    | 22 | 19 | 0  | 3  | 38  |
| 3  | Atlético de Madrid         | 22 | 16 | 1  | 5  | 33  |
| 4  | Granollers                 | 22 | 11 | 3  | 8  | 25  |
| 5  | Bidasoa                    | 22 | 9  | 2  | 11 | 20  |
| 6  | Michelín Valladolid        | 22 | 9  | 1  | 12 | 19  |
| 7  | Jaén                       | 22 | 8  | 2  | 12 | 18  |
| 8  | Academia Octavio           | 22 | 9  | 0  | 13 | 18  |
| 9  | Marcol Lanas Aragón        | 22 | 7  | 4  | 11 | 18  |
| 10 | Anaitasuna Reynolds        | 22 | 6  | 1  | 15 | 13  |
| 11 | San Antonio Ronkari        | 22 | 6  | 0  | 16 | 12  |
| 12 | Grupo de Cultura Covadonga | 22 | 4  | 1  | 17 | 9   |